# 搶錢夫妻
《搶錢夫妻》（英語：Always On My Mind），是一部由張之亮執導的香港電影，由許冠文、蕭芳芳主演，鄧一君、陳少霞、雷宇揚合演。 本片入选1995年东京国际电影节年度最佳亚洲电影，獲得1994年香港電影金像獎最佳電影、最佳編劇（阮世生）和最佳女主角三项提名（蕭芳芳）。片末的主題曲 Always on My Mind 由陳可辛演唱。

## 劇情
敘述新聞報道員蔣有為（許冠文飾）因患上絕症而引發一連串的家庭、事業、社會荒誕嘲諷。

## 演員
- 許冠文 飾 蔣有為
- 蕭芳芳 飾 燕
- 陳少霞 飾 蔣家詩
- 鄧一君 飾 蔣家聰
- 左詩蓓 飾 蔣家敏(細女)
- 魯文傑 飾 蔣家詩男友
- 劉玉翠 飾 蔣有為同事/新聞播報員
- 雷宇揚 飾 蔣有為同事/新聞播報員
- 何浩源 飾 蔣有為同事/新聞播報員
- Joe Junior 飾 蔣有為上司

## 外部連結
- 香港影庫上《搶錢夫妻》的資料（繁體中文）
- 開眼電影網上《搶錢夫妻》的資料（繁體中文）
- 豆瓣电影上《搶錢夫妻》的資料 （简体中文）
- 时光网上《搶錢夫妻》的資料（简体中文）
- AllMovie上《搶錢夫妻》的资料（英文）
- 互联网电影数据库（IMDb）上《搶錢夫妻》的资料（英文）